# Noeux-les-Mines
Noeux-les-Mines är en kommun i departementet Pas-de-Calais i regionen Hauts-de-France i norra Frankrike. Kommunen ligger i kantonen Nœux-les-Mines som tillhör arrondissementet Béthune. År 2022 hade Noeux-les-Mines 11 384 invånare.

## Befolkningsutveckling
Antalet invånare i kommunen Noeux-les-Mines
| Referens: INSEE |